# Mandevilla similaris
Mandevilla similaris är en oleanderväxtart som beskrevs av J.F.Morales. Mandevilla similaris ingår i släktet Mandevilla och familjen oleanderväxter. Inga underarter finns listade i Catalogue of Life.